# Станционный (Кемеровская область)
Станционный — посёлок в составе Берёзовского городского округа Кемеровской области России.

## История
С 20 января 1936 года до 14 июня 1956 года входил в состав Барзасского района Западно-Сибирского края, затем Новосибирской и Кемеровской областей. В 1994 г. находился в адм. подчинении - п. Станционный (201,15).

## География
Поселок находится в таёжной зоне. Протекает р. Шурап. Примыкает к южной окраине пос. Барзас. Уличная сеть состоит из пяти географических объектов: Вокзальная ул., Железнодорожная ул., Лесная ул., Разина ул. и Семафорная ул.
Климат
резко континентальный. Наибольшая температура июля +25 — (+30С), самая низкая температура в январе −40С.

## Население
| 2010 |
| ---- |
| 120  |

Национальный и гендерный состав
По данным Всероссийской переписи населения на 2010 год, в посёлке проживало 120 человек (по 60 мужчин и 60 женщин, 50,0 % каждая когорта).
Согласно результатам переписи 2002 года, в национальной структуре населения русские составляют 94 % из общего числа населения в 101 жителя.

## Инфраструктура
Железная дорога, однопутная электрифицированная железнодорожная линия Топки—Анжеро-Судженск.

## Транспорт
Железнодорожный и автомобильный транспорт.
Остановки общественного транспорта «Станционный-1», «Станционный-2».